# Marafala
Marafala is een bestuurslaag in het regentschap Nias Utara van de provincie Noord-Sumatra, Indonesië. Marafala telt 1063 inwoners (volkstelling 2010).